# Miobantiinae
Miobantiinae – podrodzina modliszek z podrzędu Eumantodea i rodziny Thespidae. Obejmuje 18 opisanych gatunków. Zamieszkują Amerykę Południową.

## Morfologia
Modliszki rozmiarów od drobnych po przeciętne, osiągające od 9 do 36 mm długości ciała. W ich ubarwieniu dominują odcienie szarości lub brązu, rzadziej zieleni.
Tułów ma przedplecze węższe niż u Pseudomiopteryginae. U samców skrzydła są porośnięte szczecinkami i w pozycji spoczynkowej sięgają poza wierzchołek płytki subgenitalnej odwłoka. Szerokość skrzydeł jest większa niż u Pseudopogonogastrinae. Samice są zupełnie bezskrzydłe. Chwytne odnóże przedniej pary nie ma wyraźnego dołka na udzie, a na goleni ma od 7 do 11 kolców przednio-brzusznych i od 6 do 9 kolców tylno-brzusznych; kolce w danym szeregu stają się ku szczytowi członu coraz większe. Najbardziej odsiebny z kolców przednio-brzusznych goleni nie jest przesunięty dogrzbietowo. Gatunki mające 6 kolców tylno-brzusznych na przedniej goleni charakteryzują się jednocześnie obecnością guzków na powierzchni przedplecza.
Odwłok ma wszystkie człony przysadek walcowate. Na segmentach odwłoka brak jest rozbudowanych, liściowatych wypustek. Genitalia samca mają całkowicie zesklerotyzowane fallomery. W boczno-odsiebnej części prawej krawędzi fallomeru brzusznego często znajduje się dobrze zesklerotyzowany wyrostek o formie od krótkiej i tępej po długą i zaostrzoną, a wyjątkowo wyrostki takie są tam dwa. Jeśli takiego wyrostka brak, to w jego miejscu występuje przynajmniej rejon silniej zesklerotyzowanego oskórka. W przeciwieństwie do Bantiinae fallomer lewy ma blaszkę grzbietową nie zrośniętą fallomerem brzusznym, z nim w U-kształtną strukturę. Apofiza falloidalna miewa różną długość, ale zawsze jest hakowato zakrzywiona, o bocznie wystającej podstawie i pozbawionej wzdłużnych rowków powierzchni.

## Ekologia i występowanie
Owady te zasiedlają stanowiska od wilgotnych po suche. Bytują na roślinach zielnych, wśród zarośli, na krzewach i korze drzew.
Przedstawiciele podrodziny zamieszkują krainę neotropikalną, ograniczonymi będąc zasięgiem do Ameryki Południowej. Większość występuje na południe od Amazonii. Największą różnorodność podrodzina osiąga w południowej części Brazylii, gdzie jej członkowie zasiedlają formacje Mata Atlântica, cerrado i caatinga.

## Taksonomia i ewolucja
W 1904 roku William Forsell Kirby wprowadził podrodzinę Miopteryginae, czyniąc jej typem nomeklatorycznym Miopteryx, rodzaj wprowadzony w 1869 roku przez Henriego de Saussure. Nazwa Miopteryx okazała się być młodszym homonimem nazwy utworzonej w 1842 roku przez Émile’a Blancharda dla jednego z rodzajów kózkowatych, w związku z czym Ermanno Giglio-Tos w opublikowanej w 1927 roku książce zastąpił ją nazwą Antimiopteryx, nie zmieniając jednak nazwy podrodziny Miopteryginae. W 1995 roku P.S. Terra zsynonimizował Antimiopteryx z Miobantia. W związku z tym ze względu na wymogi artykułu 39 Międzynarodowego kodeksu nomenklatury zoologicznej nazwa podrodziny zmieniona została w 2013 roku przez Rogera Roya na Miobantiinae.
W systemie Giglio-Tosa z 1919 roku omawiany takson klasyfikowany był jako plemię Miopteriges w monotypowej podrodzinie Miopteriginae w obrębie modliszkowatych. W systemie Antona Handlirscha z 1930 roku plemię to znalazło się w podrodzinie Mantinae. W systemach Reinharda Ehrmanna i Rogera Roya z 2002 roku, Julia Riviery i Gavina J. Svensona z 2016 roku oraz Chirstiana J. Schwarza i Roya z 2019 roku ma rangę podrodziny w rodzinie Thespidae.
Do podrodziny zalicza się 18 opisanych gatunków, sklasyfikowanych w pięciu rodzajach:
- Anamiopteryx Giglio-Tos, 1915
- Chloromiopteryx Giglio-Tos, 1915
- Eumiopteryx Giglio-Tos, 1915
- Miobantia Giglio-Tos, 1917
- Paradiabantia Toledo Piza, 1973.

Według wyników analiz Riviery i Svensona z 2016 roku oraz Schwarza i Roya z 2019 roku Miobantiinae zajmują pozycję siostrzaną dla kladu obejmującego Musoniellinae i Thespinae, tworząc z nimi klad siostrzany dla kladu tworzonego przez Pseudomiopteryginae i Bantiinae.